# Initiative populaire « Démocratie dans la construction des routes nationales »
L'initiative populaire « Démocratie dans la construction des routes nationales » est une initiative populaire suisse, rejetée par le peuple et les cantons le 26 février 1978.

## Contenu
L'initiative demande de modifier l'article 36bis de la Constitution fédérale pour transférer du Conseil fédéral à l'Assemblée fédérale les compétences sur « la conception, le tracé et l'exécution des routes nationales ». Elle demande aussi d'introduire un référendum facultatif sur ces mêmes compétences.
Le texte complet de l'initiative peut être consulté sur le site de la Chancellerie fédérale.

## Déroulement

### Contexte historique
En Suisse, le terme de « route nationale » regroupe, selon l'article 36 de la Constitution, l'ensemble des « voies de communication les plus importantes présentant un intérêt pour la Suisse en général » ; ce même article 36 donne à la Confédération le pouvoir législatif pour « l'établissement et l'utilisation d'un réseau de routes nationales », déléguant aux cantons la responsabilité de la construction et de l'entretien de ces routes. Cet article est approuvé en votation populaire le 6 juillet 1958, alors qu'il est présenté comme contre-projet direct à l'initiative populaire « pour l'amélioration du réseau routier » présentée par l'Automobile Club suisse et qui sera ensuite retirée en faveur de ce contre-projet.
Basé sur cet article, la loi sur les routes nationales est publiée le 8 mars 1960 et une première liste de 12 routes nationales (plus 4 tronçons spéciaux) est dressée dans un arrêté du 21 juin 1960. Par la suite, de nombreuses demandes sont faites pour étendre cette liste qui a été revue à deux reprises, le 25 juin 1965 pour ajouter le tunnel routier du Saint-Gothard et le 23 juin 1971 pour ajouter le contournement autoroutier de Zurich par le nord et l'ouest.
Alors que, à la fin de l'année 1974, 51,8 % du réseau est déjà réalisé, des manifestations sont régulièrement organisées contre la construction de certains tronçons : pétitions et interventions parlementaires sont ainsi adressées au Conseil fédéral pour lui demander de revoir tel ou tel tracé, plus dans le but de ménager le cadre de vie des demandeurs que dans le but de réduire la pollution ou de protéger l'environnement. Les consignes du Conseil fédéral sont claires : les demandes du public ne doivent pas être prises en considération par les autorités cantonales lors de l'étude d'une tronçon, ces demandes étant considérées comme « engendrant un surplus de travail inutile ».
C'est en particulier pour lutter contre ce refus de prendre en compte les remarques spécifiques que Franz Weber lance cette initiative qui, à une plus large échelle, demande que le peuple puisse être consulté pour toute réalisation de route nationale.
Pendant cette même année 1974, pas moins de 5 initiatives populaires liées à la protection de l'environnement sont déposées : outre cette initiative, on trouve en effet l'initiative populaire « contre la pollution atmosphérique causée par les véhicules à moteur » (rejetée en septembre 1977), l'initiative populaire « pour douze dimanches par année sans véhicules à moteur ni avions » (rejetée en mai 1978), l'initiative populaire « Développement des chemins et sentiers » (dont le contre-projet est accepté en février 1979) et enfin l'initiative populaire « contre le bruit des routes » (retirée en 1979). Cette liste marque, selon un rapport de l'IDHEAP « une prise de conscience populaire de la fragilité de la nature ».

### Récolte des signatures et dépôt de l'initiative
La récolte des 50 000 signatures nécessaires a débuté le 1er août 1973. Le 22 juillet de l'année suivante, l'initiative a été déposée à la chancellerie fédérale qui l'a déclarée valide le 3 septembre.

### Discussions et recommandations des autorités
Le Conseil fédéral et le parlement recommandent tous deux le rejet de cette initiative. Dans son message adressé à l'assemblée, le Conseil fédéral combat l'idée de déléguer à l'Assemblée fédérale les tâches qui lui sont attribuées dans le domaine des routes nationales en raison de la surcharge de travail que cela imposerait au parlement ; il relève d'autre part que ce même parlement peut déjà intervenir sur le tracé général de ces routes ainsi que sur leur financement. De même, le Conseil fédéral rejette la possibilité de référendum sur le tracé des routes nationales, craignant que certaines parties du réseau ne puissent être construites à la suite d'une votation, empêchant ainsi la réalisation du mandat constitutionnel qui « vise l'établissement d'un réseau suisse de routes à
grand débit complétant les routes régionales et cantonales ».

### Votation
Soumise à la votation le 26 février 1978, l'initiative est refusée par la totalité des 19 6/2 cantons et 61,3 % des suffrages exprimés. Le tableau ci-dessous détaille les résultats par cantons :

## Effets
Bien qu'aucun contre-projet ne soit officiellement lancé contre cette initiative, une motion parlementaire de 1977 demandant le réexamen de six tronçons de routes nationale est acceptée comme une forme de contre-projet indirect. Le 8 novembre 1978, la « commission Biel » (du nom de son président Walter Biel) est formée et reçoit le mandat du gouvernement de procéder à ce réexamen. Les résultats de cette commission, publiés le 25 septembre 1981 préconise la construction de cinq des six tronçons étudiés, seul une jonction dans la banlieue de Zurich étant rejetée.
Après le refus de cette initiative, de nouvelles tentatives sont effectuées dans le sens de la limitation des autoroutes, sans plus de succès : le 1er avril 1990 les initiatives déposées simultanément par l'Association suisse des transports contre la construction des autoroutes A5 entre Soleure et Bienne, A4 dans la région du Knonau et A1 entre Yverdon et Morat sont rejetées par respectivement 66,0 %, 68,6 % et 67,3 % des votants. Le même jour, l'initiative lancée par les Verts et par les POCH visant à limiter la construction de nouvelles autoroutes est également rejetée par 71,5 % des votants.
Par la suite, et à l'opposé, l'initiative des Alpes qui fait passer de la route au rail le trafic des marchandises est approuvée le 20 février 1994 par 51,9 % des votants ; par la suite, le 8 février 2004, le peuple refuse à 68,2 % le contre-projet à l'initiative « Avanti » qui prévoyait un élargissement de certains tronçons d'autoroutes et le percement d'une seconde galerie au tunnel du Gothard, en contradiction partielle avec l'initiative des Alpes.